# 花家圭太郎
花家 圭太郎（はなや けいたろう、1946年 - 2012年5月7日）は、日本の小説家（時代小説）、作家。本名：村岡末男。

## 人物
秋田県仙北郡太田町（現在の大仙市）出身。秋田県立角館高等学校を経て明治大学文学部仏文科卒業。フリーライターをへて、1998年『暴れ影法師』でデビュー。
2012年5月7日、東京都中央区の病院にて肺がんにより逝去。66歳歿。

## 著書
- 花の小十郎シリーズ

暴れ影法師 花の小十郎見参 集英社 1998年3月 のち文庫
荒舞 花の小十郎始末 集英社 1999年5月 のち文庫
乱舞 花の小十郎京はぐれ 集英社 2002年6月 のち文庫
鬼しぐれ 花の小十郎はぐれ剣 集英社 2007年3月 のち文庫
- 青き剣舞 中央公論新社 2003年7月 のち文庫
- 群青遥かなり 徳間書店 2005年1月
- 八丁堀春秋 集英社 2005年8月 のち文庫

日暮れひぐらし 八丁堀春秋 2009年8月 (集英社文庫)
- 無用庵日乗シリーズ（双葉文庫）

上野不忍無縁坂 2005年9月
乱菊慕情 2007年2月
大川しぐれ 2007年10月
- 木の葉侍 口入れ屋人道楽帖 2008年7月 (二見時代小説文庫)

影花侍 口入れ屋人道楽帖 2 2010年3月 (二見時代小説文庫)
葉隠れ侍 口入れ屋人道楽帖 3 2011年9月 (二見時代小説文庫)
- 竹光半兵衛うらうら日誌 2010年10月 (徳間文庫)

花屋敷 竹光半兵衛うらうら日誌 2010年11月 (徳間文庫)
裏切りの雪 竹光半兵衛うらうら日誌 2011年2月 (徳間文庫)

## 脚註
1. ↑  時代小説家の花家圭太郎氏が死去 大仙市出身、66歳 秋田魁新報 2012年5月8日閲覧